# Julius Benthley Løffler
Julius Benthley Løffler,  född i Köpenhamn 30 september 1843, död där 19 december 1904, var en konstarkeolog, bror till Ernst Løffler.
Løffler utbildade sig till arkitekt och tog 1867 examen från Kunstakademiet. Genom att samarbeta med N.L. Høyen kom han in på ett noggrannare studium av medeltidens kyrkliga byggnadskonst, som från den tiden blev hans huvudintresse. År 1888 fick han professors namn.
Som medarbetare vid Nationalmuseets historiska avdelning deltog Løffler från 1868 i undersökningen av de kyrkliga monumenten, i vilket sammanhang han, som särskilt perioden 1897—1900 var nära knuten till museet, undersökte kyrkobyggnader, medverkade vid och till stor del ledde de större utgrävningsarbetena (Vitskøl, Søborg Slot).  
Løffler utvecklade utom sitt stora arbete för Nationalmuseet även en omfattande litterär verksamhet; särskilt sysselsatte han sig med medeltidens, i synnerhet den romanska tidens kyrkor och de kyrkliga monumenten. Han skrev ett stort antal uppsatser i Aarbøger for nordisk Oldkyndighed och flera monografier.

## Utmärkelser
- Riddare av Dannebrogorden,  1897[3]

[Redigera Wikidata]